# Admirál

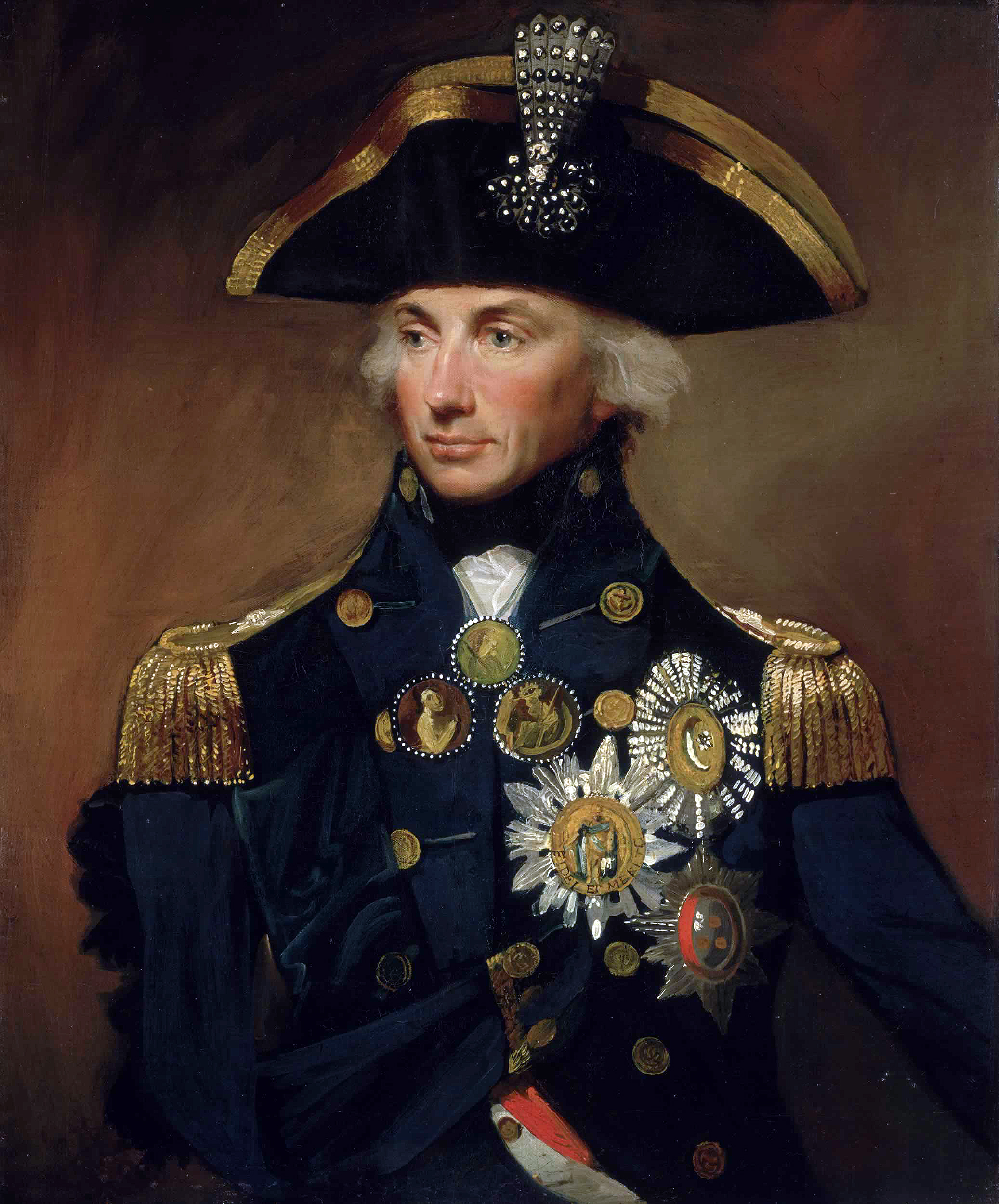
Admirál Nelson

Admirál je hodnost, nebo část označení hodnosti nejvyšších námořních důstojníků. Hodnost admirála je ekvivalentem hodnosti generála.
Zkratka hodnosti je ADM popřípadě Adm. Označení admirála odpovídají čtyři hvězdy. V různých námořnictvech lze pod pojmem admirál najít jak jednu konkrétní hodnost, tak i skupinu tzv. admirálských hodností, které jsou (od nejnižší): kontradmirál, viceadmirál a admirál. Všechny tyto hodnosti jsou takzvané vlajkové.

## Historie
Slovo admirál pochází z anglo-normanského označení amiral, „velitel“, z původně arabského amir-al-bahr (أمير البحر‎), tedy „velitel na moři“. Sicilští Normané se naučili tento výraz během bojů s Araby, nejspíše na počátku 11. století. Prvními, kteří spojením prvních dvou slov výrazu amir-al vytvořili jednoslovné amiral, byli obyvatelé Sicílie a Janova. Francouzi a Španělé dali svým námořním velitelům stejné označení, zatímco Portugalci začali používat tvar almirante. Tento tvar se používá i v současné španělštině. Jak bylo slovo užíváno, došlo k přidání „d“ a vytváření různých tvarů a výslovností, přes anglické admyrall ve století čtrnáctém ke tvaru admiral ve století šestnáctém.
Zatímco v Evropě panoval zvyk vytvářet vojenské loďstvo pouze v době válečné, v Číně za vlády dynastie Sung vzniklo první stálé vojenské loďstvo. Hlavní velitelství tohoto loďstva bylo v okresu Ting-chaj (定海区 Dìnghǎi), poblíž dnešní Šanghaje.
Slovo admirál se v současnosti v mnoha zemích užívá jako označení námořního důstojníka s ekvivalentní hodností generála. Přesto se tento hodnostní stupeň mnohdy dělil na několik dalších, například britské Královské námořnictvo stupně svých admirálů rozlišovalo pomocí barev (červená, modrá, bílá) až do roku 1864. Tak třeba slavný admirál Nelson měl označení Vice Admiral of the White.

## Admirálské výložky v různých zemích

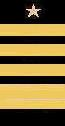
Chile – Almirante Armada de Chile
Francie – Amiral Marine Nationale
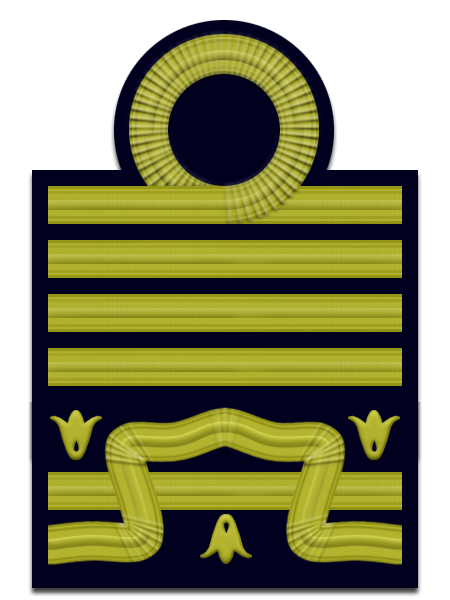
Itálie – Ammiraglio Marina militare
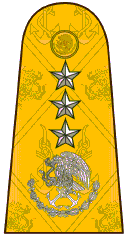
Mexiko – Almirante Armada de México
Polsko – Admirał Marynarka Wojenna
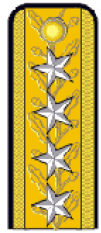
Rumunsko – Amiral Forţele Navale Române
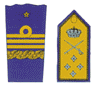
Španělsko – Almirante Armada Española
Velká Británie – Admiral Royal Navy
USA – Admiral US Navy